# Fiamme sul mare (film 1947)
Fiamme sul mare è un film italiano del 1947 diretto da Michał Waszyński e Vittorio Cottafavi.

## Trama
A Napoli un gruppo di marinai, su idea di Stefano, forma una cooperativa per riportare a galla una nave che giace semi sommersa di fronte al porto.
Chiedono l'aiuto ad un armatore, La Spina ma questi si rivela essere il proprietario dell'imbarcazione e chiede che non venga intralciata la sua idea, ovvero riportare la stessa nave a galla.
L'operazione va in porto grazie all'interessamento della figlia dell'armatore, Diana, con l'aiuto di un altro armatore. La nave S. Maria può così partire per il suo primo viaggio verso l'Argentina.
Durante il viaggio tra Napoli e Buenos Aires, il comandante si innamora di una passeggera clandestina alla quale aveva rifiutato l'imbarco e che era riuscita ad imbarcarsi offrendo dei soldi ad un membro dell'equipaggio. Ma egli esita a dimostrare il suo amore e quando sta per farlo, durante il viaggio di ritorno, la ragazza - che non aveva capito le sue intenzioni e tornava in Italia poiché, nel mentre, il fratello è morto - cede alle lusinghe di un marinaio che per primo, va a comunicare il fidanzamento proprio al comandante.
A bordo della nave ci sono anche l'armatore La Spina con la figlia. L'armatore ha in mente un piano ed acquista le quote della nave da tutti i marinai. Alla fine, anche se indispettito, lo stesso capitano cederà le sue quote, regalandole. Ai marinai, invece, l'armatore promette dei soldi in cambio dei mancati guadagni promessi dai molteplici viaggi a pieno carico.
Il piano dell'armatore è presto rivelato: una volta a Buenos Aires egli fa capire alla figlia che durante il viaggio di ritorno a Napoli la nave prenderà fuoco. L'intento è quello di riscuotere l'indennizzo da parte della società che aveva stipulato il contratto di assicurazione per la nave.
Diana comprende e, con l'aiuto di alcuni pescatori fa ritorno sulla nave. Qui rivela il piano del padre al comandante e così inizia la ricerca su come potrà avvenire l'incendio. Nonostante il capitano avesse dato precisi ordini per mettere in sicurezza il materiale infiammabile che trasportano, sarà proprio Diana, accendendo le luci della stiva, ad appiccare il fuoco, provocando l'incendio che causerà la sua morte e quella di un marinaio.
L'armatore La Spina, che nel frattempo si è pentito del piano criminale, non riesce ad evitare il fatto, poiché è notte e non può raggiungere la nave. Invia un messaggio che ordina di "non dare luci alla stiva", ma non viene recapitato in tempo ed apprenderà dalla radio la notizia della morte della figlia.
Il comandante, durante il viaggio di ritorno, si consola del mancato fidanzamento con la clandestina pensando che ha una nave che deve condurre in giro per il mondo.

## Ritrovamento e restauro
Del film, rimasto invisibile per lungo tempo, è stata ritrovata una copia 16mm nel 2015 da Simone Starace, proiettata al festival I Mille Occhi. Successivamente Ripley's Film ha ritrovato il negativo del film, da cui si è partiti per il restauro. La prima visione televisiva assoluta è avvenuta il 19 settembre 2020 su Rai 3.

## Home Video
Il film è stato pubblicato per la prima volta in DVD nel novembre del 2020 dalla Ripley's Home Video nella collana Perduti nel buio, dedicata ai film italiani invisibili.